# Lilienberg
Lilienberg je priimek več oseb:
- Albert Abele von und zu Lilienberg, avstro-ogrski general
- Franz Abele von und zu Lilienberg, avstro-ogrski general
- Vincenz von Abele, več oseb
- Wenzel Tobias Abele von Lilienberg, avstro-ogrski general